# صدمة (جهاز الدوران)
الصدمة هي حالة طبية مهددة للحياة تمتاز بانخفاض في معدلات وصول الدم إلى الأنسجة مما يسبب نقص في وظيفة الأنسجة وموت الخلايا. وتعد الصدمة المتعلقة بجهاز الدوران من الحالات الطبية الطارئة ومن أكثر الأسباب شيوعا لوفاة المرضى الذين يعانون من أمراض حرجة. كما تختلف الصدمة في تأثيراتها، لكن جميعها تأتي بنفس النتائج وتتعلق بمشاكل جهاز الدوران. مثلا، الصدمة تؤدي إلى نقص تأكسج الدم أو توقف القلب أو توقف التنفس.
وصدمة جهاز الدوران تختلف تمامًا عن الصدمة النفسية وهي حالة نفسية تنشأ نتيجة التعرض لمواقف مرعبة أو حدث مؤلم.
الأعراض المميزة للصدمة هي انخفاض ضغط الدم وتسرع القلب وعلامات انخفاض التروية الدموية في الأعضاء النهائية مثل قلة في كمية البول وارتباك وفقدان الوعي.
يعد مؤشر الصدمة مقياسا تشخيصيا دقيقا وأكثر فائدة من استخدام انخفاض ضغط الدم وتسرع القلب بمعزل. يُحسب مؤشر الصدمة (بالإنجليزية: shock index)‏ بقِسمة سرعة القلب على ضغط الدم الانقباضي, وتكون النتيجة الطبيعة عادة بين 0.5 إلى 0.8, في حالة الزيادة سيكون هناك احتمال صدمة. بالإضافة إلى أن ضغط الدم ليس علامة موثوقة للصدمة، فقد يعاني المريض من الصدمة لكن ضغط دمه مستقر.
يعد تفاقم الصدمة عن طريق الارتجاع الإيجابي من أبرز مخاطر الصدمة. نقص وصول الدم يؤدي إلى تضرر الخلايا مما يؤثر على أنسجة الجسم التي تلتهب وتثبط التروية الدموية في الجسم. لهذا السبب، فإن العلاج المستعجل للصدمة ضروري لإنقاذ حياة المصاب.

## الفيزيولوجيا المرضية
عندما يتعرض الجسم للأسباب الواردة لاحقًا والتي تضع الجسم بكل أجهزته في حالة غير طبيعية يتعين عليه تصحيحها، يهدف الجهاز العصبي المركزي إلى تنشيط الجهاز العصبي الودي وهو المسؤول عن السيطرة على أجهزة الجسم في حالات المرض والخوف والغضب والشدة، فتنطلق في الدم كميات كبيرة من هرموني الأدرينالين والنورأدرينالين فيعملان على زيادة معدل نبضات القلب، وزيادة معدل التنفس، والتعرق, وانقباض الأوعية الدموية مما يؤدي إلى رفع ضغط الدم. وتعرف هذه العملية بآليات التعويض. وفي حالة فشل هذه الآلية يدخل المريض في المرحلة النهائية من الصدمة والتي يعاني فيها من انخفاض ضغط الدم وتسارع ضربات القلب مع ضعفها، وتسارع التنفس مع ضحالته.

## الأعراض والعلامات
تختلف أعراض الصدمة حسب السبب ونوع الصدمة، وتختلف أيضًا من مريض إلى آخر فقد يعاني بعض المرضى من مجرد ارتباك وضعف وترنح، ويعاني مرضى أخرون من فقد الوعي. ولكن تتفق كل أنواع الصدمة في أعراض أساسية هي انخافض ضغط الدم ونقص وصول الدم إلى الأنسجة المهمة مثل المخ مما يسبب الارتباك والتشويش والكلى مما يسبب انخفاض أو انعدام الناتج البولي. وقد يحدث تسارع في ضربات القلب، ويلاحظ أنه في 30% من حالات الصدمة بسبب النزيف الداخلي وحالات المرضى الرياضيين والذين يتعاطون أدوية حاصرات البيتا فإنه لايحدث تسارع لضربات القلب.

## الأنواع والأسباب

### صدمة نقص حجم الدم
تحدث بسبب فقد كميات من الدم أو السوائل مما يؤثر على حجم الدم الساري داخل الأوعية الدموية والقلب، ويحدث ذلك في حالات :
- النزيف
- القيء أوالإسهال الشديد خصوصًا في الأطفال
- حالات الحروق حيث تتبخر كميات كبيرة من بلازما الدم عن سطح الجلد المحروق
- فقد كميات كبيرة من البول كما في حالات مرض السكري الكاذب, وحالات الحُماض الكيتوني السكري (diabetic ketoacidosis) وهي مضاعفة قد تهدد الحياة في المرضى الذين يعانون من داء السكري.

وأهم أعراضها هي :
- تسارع النبض وضعفه مع تسارع ضربات القلب
- انخفاض درجة حرارة الجسم وبالأخص عند الأطراف
- تنفس ضحل وسريع
- ارتفاع حموضة الدم
- جفاف الفم والإحساس بالعطش

ويمكن تصنيف صدمة نقص حجم الدم حسب شدتها وكمية الدم المفقود على مقياس من 1 إلى 4
| الدرجة                          | نسبة الدم المفقود            | الأعراض                                                           | العلاج                          |
| ------------------------------- | ---------------------------- | ----------------------------------------------------------------- | ------------------------------- |
| الدرجة الأولى                   | أقل من 15% (أقل من 0.75 لتر) | ضغط الدم طبيعي وتسارع طفيف في ضربات القلب                         | تدخل طبي بسيط                   |
| الدرجة الثانية (0.75 - 1.5 لتر) | من 15% إلى 30%               | ضغط الدم منخفض وتسارع في ضربات القلب                              | حقن سوائل طبية وريديًا           |
| الدرجة الثالثة (1.5 - 2 لتر)    | من 30% إلى 40%               | انخفاض ضغط الدم بشدة وتسارع شديد لضربات القلب وارتباك الوعي       | نقل الدم وحقن سوائل طبية وريديًا |
| الدرجة الرابعة (أكثر من 2 لتر)  | أكثر من 40%                  | انخفاض ضغط الدم وتسارع ضربات القلب بشكل حرج ومؤثر على حياة المريض | تدخلات طبية مكثفة               |

### صدمة قلبية

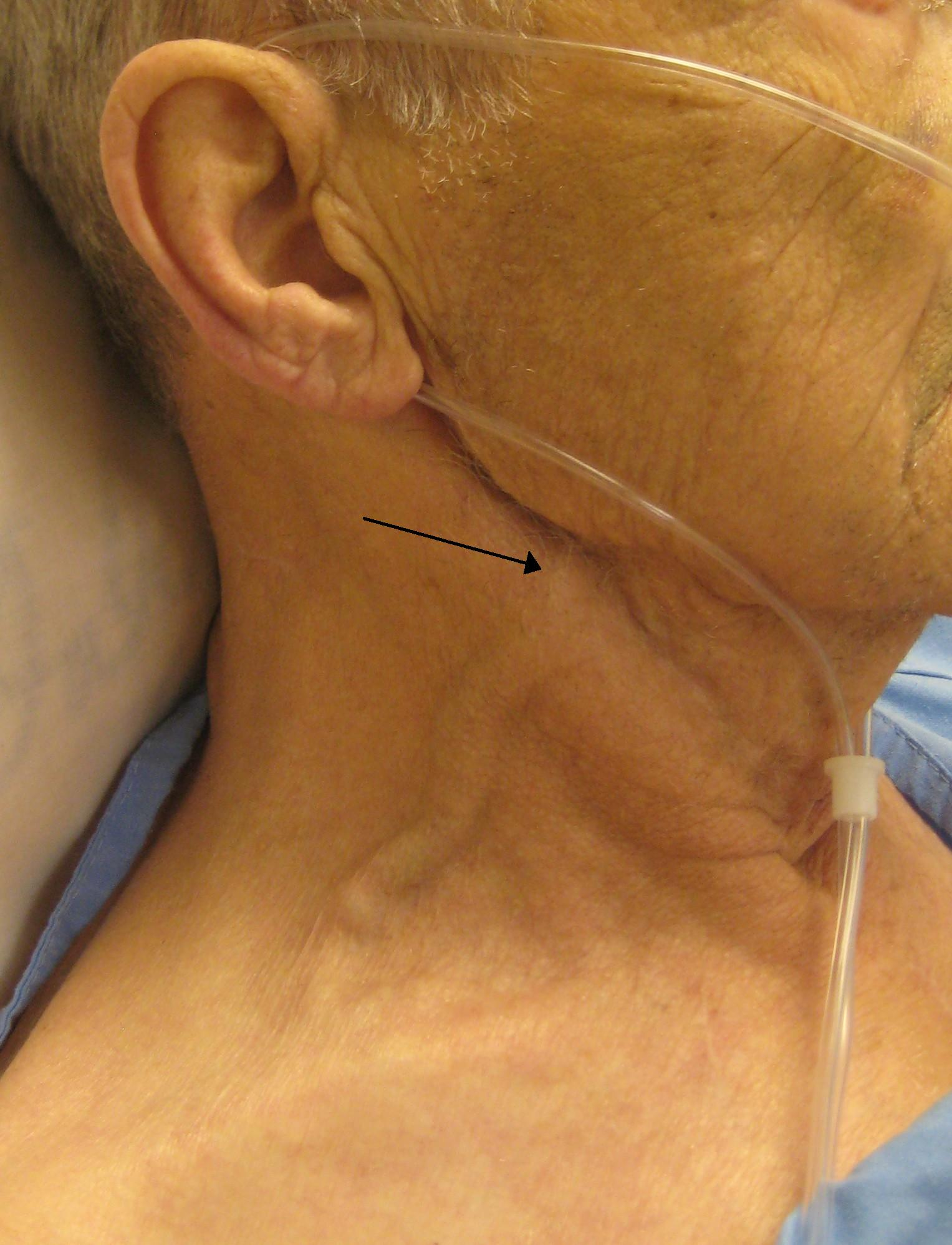
السهم يشير إلى تمدد الوريد الوداجي

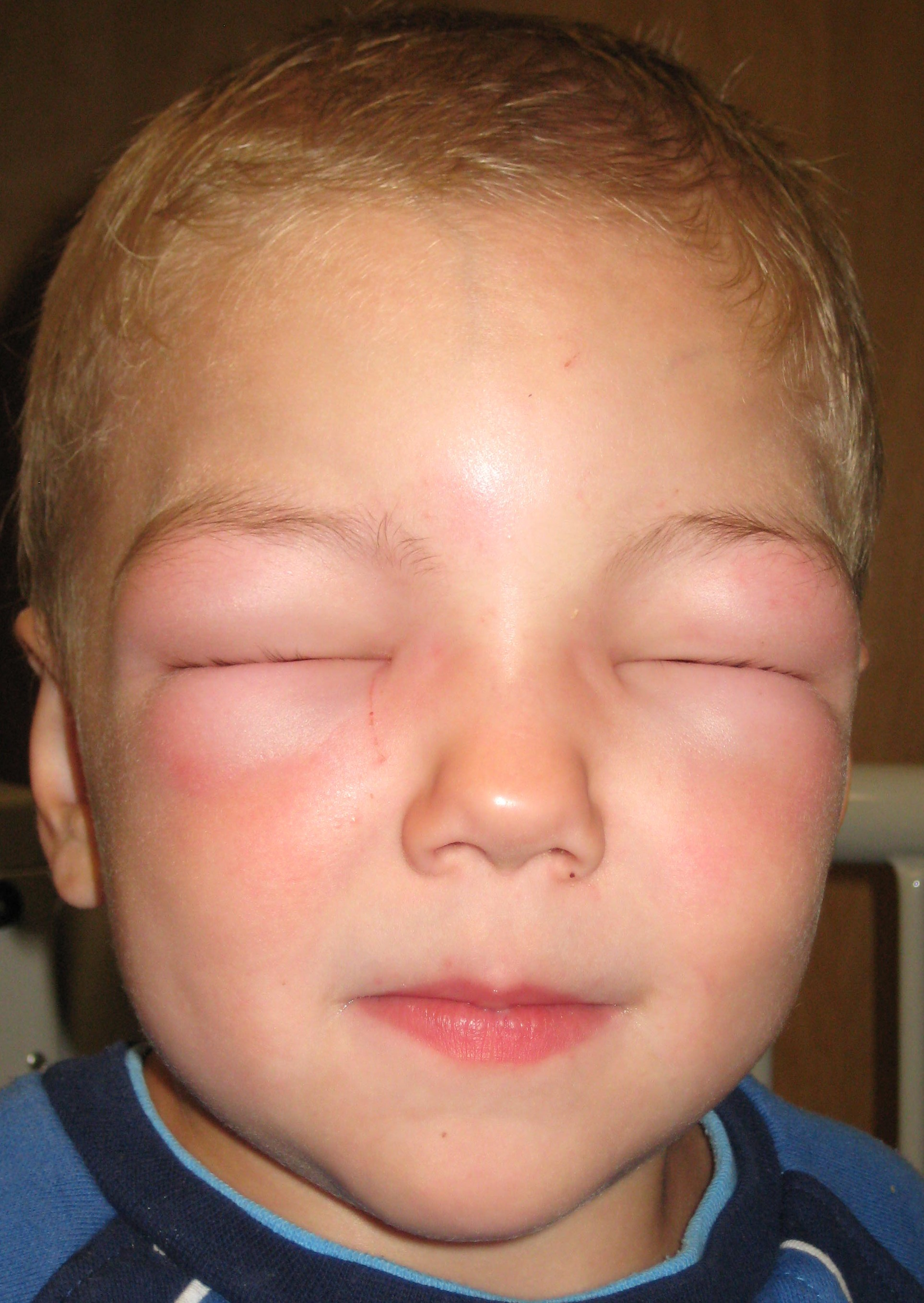
انتفاخ الجفون من أوضح أعراض صدمة الحساسية

شرى يظهر في الذراع

وتحدث نتيجة فشل القلب بسبب أي خلل وظيفي أو عضوي يؤثر على وظيفة القلب كمستقبل للدم ومضخة كافية لانتشار الدم خلال أنحاء الجسم لإمداده بالمواد الغذائية والأكسجين في ضخ كمية الدماء الكافية لأنسجة الجسم الحيوية كما في حالات :
- اعتلال عضلة القلب
- الذبحة القلبية وتحدث بسبب انسداد أحد الشرايين التاجية مما يؤدي إلى ضرر أو موت كامل لجزء من عضلة القلب. وغالباً ما تكون النوبة طارئاً طبياً تهدد حياة المصاب وتستدعي الرعاية الطبية الفورية.
- اختلال معدل انقباضات وانبساطات القلب فيما يعرف باضطراب النظم القلبي
- التهاب العضلة القلبية وهو التهاب في الجزء العضلي من القلب. سببها بشكل عام هو الإصابة بالعدوى إما أن تكون بكتيرية أو فيروسية.
- حالة فرط الدرقية وهو زيادة إفراز هرمونات الغدة الدرقية وهي هرمونات ذات تأثير مهم على نشاط القلب ومعدل ضربات القلب، وكذلك أيضًا حالات قصور الدرقية وهو نقص إفراز نفس الهرمونات.

وأعراضها هي:
- ضعف أو غياب النبض
- اضطراب ضربات القلب
- انخفاض ضغط الدم
- تمدد الوريد الوداجي وهو الوريد الذي يحمل الدم من الرأس إلى القلب ويظهر في حالة تمدده على جانبي الرقبة.
- في الفحص الطبي لحالة اندحاس القلب يجد الطبيب علامة مميزة وهي النبض التناقضي

### صدمة توزيع الدم
وفيها يحدث اضطراب في عملية تدفق الدم إلى الأنسجة الهامة، حيث يحدث تمدد للأوعية الدموية الصغيرة المغذية للأعضاء الغير حيوية كالجلد مثلًا فيزداد تدفق الدم إليها على حساب تدفقه إلى الأعضاء الحيوية كالمخ والقلب.
وتنقسم بدورها إلى 4 أنواع من صدمات توزيع الدم:
- صدمة إنتانية وهي الأكثر حدوثًا وهي حالة التهاب تؤثر على الجسم كله نتيجة عدوى جرثومية وظهور جراثيم ونواتج استقلابها في الدم والأنسجة، مما يؤدي إلى تعفن الدم، ويتعرض لها في الغالب الأطفال والأشخاص المثبطون مناعياً, ويمكن اعتبار متلازمة الاستجابة الالتهابية الجهازية (SIRS) أحد مراحل الصدمة الإنتانية.
- صدمة الحساسية وتحدث نتيجة التعرض للمؤرجات (وهي مواد العيانة المريض من حساسية ضدها) إما عن طريق البلع أو التماس مع سطح الجلد أو الحقن أو عبر الاستنشاق في بعض الأحيان. يؤدي هذا التعرض إلى حدوث رد فعل مناعي حاد من فرط الحساسية يكون في كثير من الأحيان قاتلاً مالم يعالج بالشكل المناسب. يعدأهم أعراضها هو انتفاخ الجفوق وظهور لطخات جلدية حمراء مرتفعة عن سطح الجلد شديدة الحكاكة تسمى الشرى (Urticaria).
- صدمة عصبية وتحدث نتيجة تضرر الجهاز العصبي المركزي (المخ والحبل الشوكي) بشدة مما يتسبب في غياب السيطرة العصبية على درجة انقباض الأوعية الدموية، فتتمدد الأوعية المغذية للأعضاء الغير حيوية ويتدفق إليها الجزء الأكبر من الدم على حساب الأعضاء الحيوية.
- صدمة بسبب أزمة الغدة الكظرية وفيها يعاني المريض من فشل الغدة الكظرية في إفراز هرمون الكورتيزول بمعدلاته المطلوبة، وهو من الهرمونات المهمة لتنظيم ضغط الدم ونسبة الجلوكوز فيه.

### صدمة انسداد مسار الدم
وتحدث في حالات :

أشعة سينية على الصدر تظهر حدوث تسريب للهواء إلى داخل الصدر من الناحية اليسرى مما أدى إلى انضغاط الرئة اليسرى والقلب إلى الناحية اليمنى من الصدر مما قد يسبب تدهور وظيفتهما وبالتالي الصدمة.

- الانصمام الرئوي (pulmonary embolism) وهو انسداد الشريان الرئوي أو أحد فروعه، عادة ما يحدث عندما تتكون تجلطات في أوردة الساق وتنفصل لتنتقل وتستقر في الشرايين الرئوية مسببة انسداداً كاملاً أو جزئياً لها، أهم الأعراض هي ضيق التنفس وألم الصدر وتزايد في سرعة التنفس ودقات القلب.
- الاندحاس القلبي وتحدث عندما يتجمع دم أو سائل مابين عضلة القلب والغشاء المغلف لللقلب من الخارج (التامور) مما يعيق حركة القلب وشل قدرة القلب على استيعاب الدم القادم إليه؛ الأمر الذي يؤدي إلى تقليل كمية الدم الذي يضخه القلب وبالتالي حدوث صدمة.
- ضيق الصمام الأبهري وهو ضيق يصيب الصمام القلبي عند مخرج البطين الأيسر إلى الشريان الأبهري، والذي منه يمر الدم إلى كافة أنحاء الجسم.[8] هذا التضيق يتسبب في زيادة العناء لعضلة القلب التي تحاول تسيير الدم للجسم من خلال الصمام المتضيق. هذا يؤدي لارتفاع الضغط في البطين الأيسر مما يؤدي إلى تضخمه، وقصور وظيفته مما يسبب نقص وصول الدم إلى الأعضاء الحيوية.

حالات الاسترواح الصدري وتعني تسرّب هواء إلى التجويف الصدري بين الجدار الصدري الداخلي وبين الرئة، يكون هذا الهواء ذو ضغط عالي مما يسبب انضغاط الرئة وانهيار وظيفتها، وانضغاط القلب والأوعية الدموية الرئيسية التي تخرج منه لتغذي اجسم كلها وبالتالي حدوث الصدمة.

## التشخيص
يتم التشخيص بأخذ التاريخ المرضي للمريض والفحص الطبي الشامل الذي يتضمن قياس ضغط الدم وقياس معدل وقوة النبض . لا توجد اختبارات تقطع نتيجتها بتشخيص حدوث الصدمة وإنما يتم إجراء بعض الاختبارات للتحقق من سبب الصدمة واستبعاد أية أمراض أخرى، من هذه الاختبارات هو قياس الأس الهيدروجيني للدم وقياس تشبع الأكسجين (Oxygen saturation) في الشريان الرئوي من خلال قسطرة الشريان الرئوي, و عمل أشعات سينية وأشعات فوق صوتية على أماكن متفرقة من الجسم لاستكشاف أية بؤر للعدوى في حالات الصدمة الإنتانية.

## العلاج

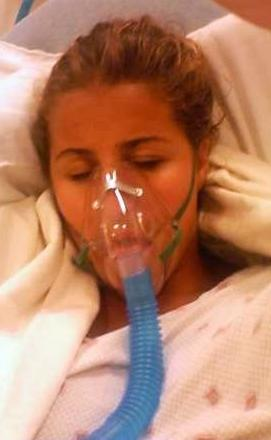
سيدة تتلقى العلاج في وحدة الطواريء نتيجة اصابتها بصدمة الحساسية

في المجمل يجب تدفئة مريض الصدمة وإمداده بالمسكنات والمهدئات ورفع الساقين قليلًا واستخدام التنفس الصناعي وضخ كميات أكبر من الأكسجين والبدء بإعطاؤه سوائل وريدية ونقل الدم فور توفره.

### السوائل الوريدية

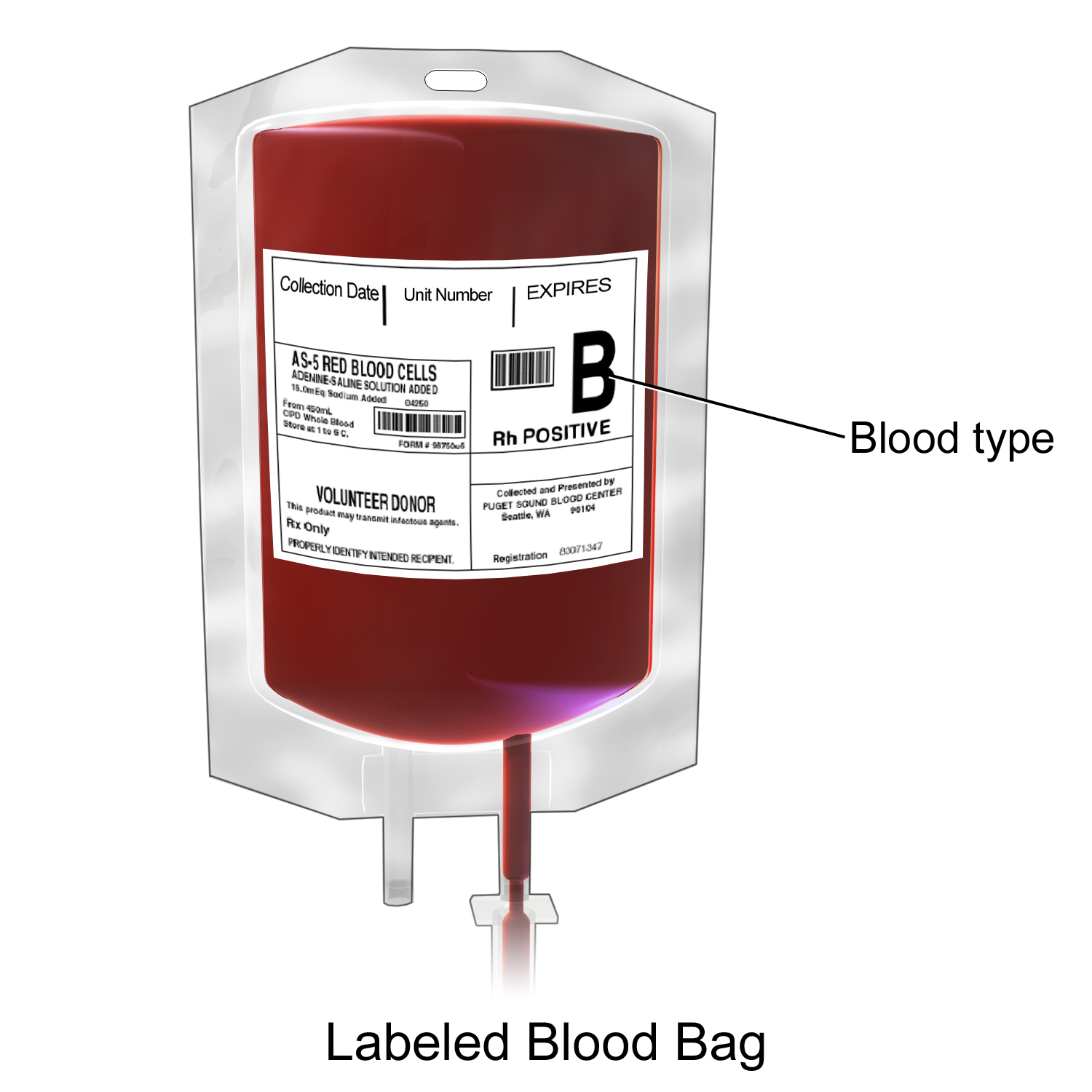
كيس كريات حمر مكدوسة ويظهر عليه ملصق يوضح فصيلة الدم

يعد العلاج باستخدام السوائل الوريدية خطوة أساسية في علاج كل أنواع صدمة جهاز الدوران، وقد يتم علاج المرض الواحد بكمية سوائل وريدية تصل إلى 1-2 لتر. وللسوائل الوريدية أنواع مختلفة تتباين في تركيباتها وتكلفتها ومدى توفرها، أهمها هو المحاليل الغروية ومحلول رينغر اللاكتاتي وفي حالات النزيف الشديد لابد من إعطاء المريض كريات حمر مكدوسة وريديًا لمنع هبوط معدلات الهيموجلوبين عن 10.
ويهدف العلاج بالسوائل الوريدية للحفاظ على ضغط الدم الانقباضي ما بين 70-90 مم زئبق.
وقد ظهر رأي حديث يرجح التقليل من استخدام السوائل الوريدية في حالات الناتجة عن إصابات طاعنة بالصدر أو البطن وذلك لأن حالة انخفاض ضغط الدم التي يعانيها المريض كعرض من أعراض صدمة الجهاز الدوري فد تكون مفيدة للحفاظ على معدل النزف بسبب الإصابة في أقل درجاته، حيث أن العلاج بالسوائل الوريدية يؤدي فورًا إلى رفع ضغط الدم وبالتالي زيادة معدل النزيف.

### الأدوية
لابد من استخدام الأدوية المقوية لانقباض عضلة القلب في حالة فشل علاج الصدمة باستخدام السوائل الوريدية ولكن لا يفضل استخدامها في حالات صدمة فقد الدم لعدم إثبات فعاليتها حتى الآن. ولكنها قد تكون فعالة في حالة الصدمة العصبية . كما يمكن إعطاء المريض بروتين سي. المعروف أيضا باسم أوتوبروثرومبين (autoprothrombin IIA) أو العامل الرابع عشر(factor XIV) في تخثر الدم، وهو مركب هام في تنظيم عمليات حيوية مثل تجلط الدم، والالتهابات، موت الخلايا، والحفاظ على نفاذية جدران الأوعية الدموية. ولكنه لم يثبت فعاليته في علاج حالات الصدمة الإنتانية بالإضافة إلى الأعراض الجانبية العديدة الناتجة عن استخدامه. كما أنه لازال استخدام بيكربونات الصوديوم وريديًا لتعديل الأس الهيدروجيني للدم محل دراسة وجدل كبير.